# Taurhynchus cruentus
Taurhynchus cruentus là một loài ruồi trong họ Asilidae. Taurhynchus cruentus được Lynch & Arribálzaga miêu tả năm 1880. Loài này phân bố ở vùng Tân nhiệt đới.